# Pipkrake

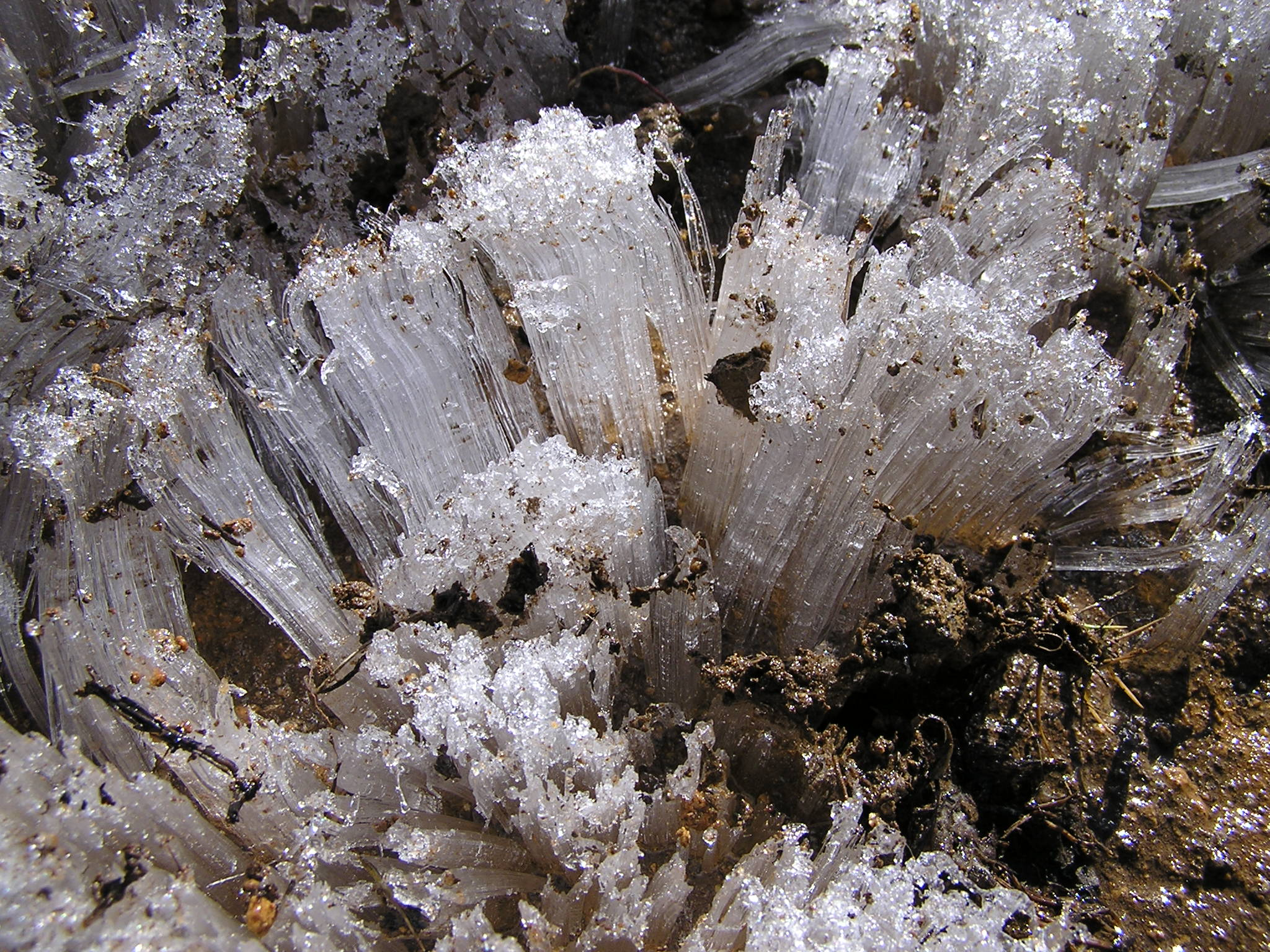
Agujas de hielo empujando hacia arriba partículas de suelo.

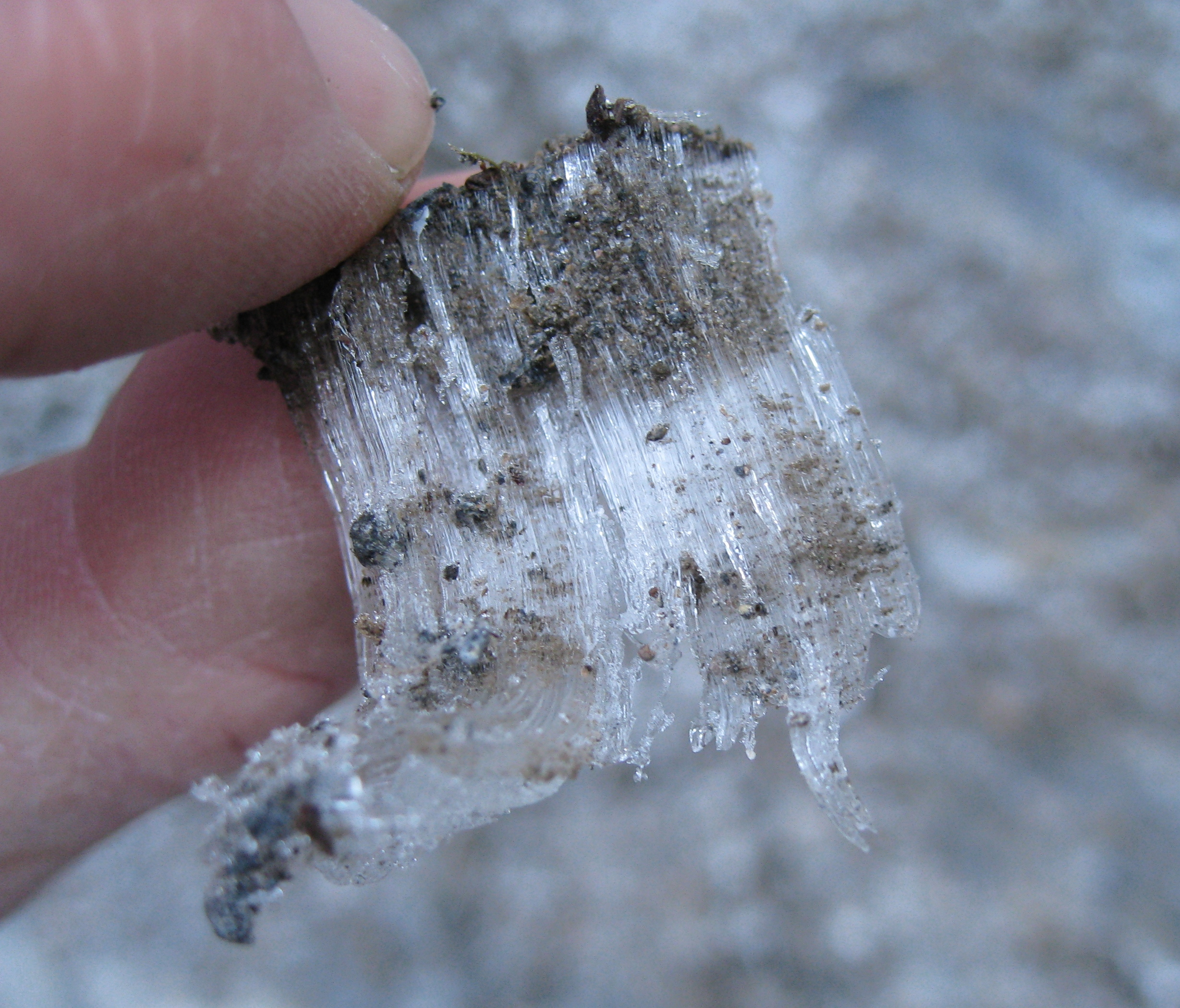
Pipkrake.

Un pipkrake o aguja de hielo es un cristal de hielo que, ubicado en la superficie del suelo, se levanta como una pequeña torre. Este fenómeno periglacial se produce cuando la temperatura del suelo está por encima de los 0 °C y la temperatura del aire superficial está por debajo de 0 °C; por lo que la humedad del suelo asciende por capilaridad. Se da especialmente en ambientes alpinos y en suelos húmedos.
Los típicos pipkrakes miden unos pocos centímetros de longitud, aunque varían de unos pocos milímetros hasta cuarenta centímetros. Al desarrollarse la aguja, esta puede levantar pequeñas partículas del suelo, realizando una labor de clasificación de los materiales. Es un factor contribuyente a la erosión del suelo y a la destrucción de la vegetación. En zonas de pendiente, las agujas de hielo pueden contribuir a aumentar la intensidad de los procesos de solifluxión.
El término «pipkrake» viene del sueco pipa (tubo) y krake (débil, fino), y fue acuñado en 1907 por Henrik Hesselman.